# Márk László
Márk László (Versend, 1944. április 25. –) magyar operaénekes (tenor).

## Életpályája
A Pécsi Művészeti Középiskola zenei tagozatán érettségizett 1963-ban. A Zeneművészeti Főiskola Pécsi Tagozatán szolfézs-ének tanári diplomát szerzett 1967-ben.
1968-tól a Magyar Néphadsereg Művészegyüttese Énekkarának, majd a Magyar Rádió Énekkarának, későbbiekben a Nemzeti Énekkar tagja.
1980-tól az Erfurti Operaház, 1984-től a Pécsi Nemzeti Színház operatársulatának magánénekese.
1986 és 1992 között magánénekesként a Szegedi Nemzeti Színház operatársulata, a Pécsi Nemzeti Színház operatársulata, a Magyar Állami Operaház, a Budapesti Operettszínház, a Budapesti Kamaraopera és az Országos Filharmónia produkcióinak vendég–magánénekese.
A Zenés TV Színház két opera felvételében is szerepeltette. 1986-ban Mozart szerepét énekelte  Rimszkij-Korszakov Mozart és Salieri című operájában, majd 1987-ben Paolino szerepét Domenico Cimarosa A titkos házasság című operafelvételében.
A Színházi adattárban 2016. október 9-éig regisztrált bemutatóinak száma: 16.
Felesége, Jánosi Olga színésznő 2012-ben megjelent önéletrajzi írását saját grafikáival illusztrálta. Alkotásait kiállításon is bemutatta.

## Főbb szerepei
- Tamino, Monostatos (Mozart: A varázsfuvola)
- Don Ottavio (Mozart: Don Giovanni)
- Ferrando (Mozart: Così fan tutte)
- Belfiore gróf (Mozart: Az álruhás kertészlány)
- Paolino (Cimarosa: A titkos házasság)
- Ernesto (Donizetti: Don Pasquale)
- Mozart (Rimszkij-Korszakov: Mozart és Salieri)
- Mengone (Haydn: A patikus)
- Jaquino; Első rab (Beethoven: Fidelio)
- Remendado (Bizet: Carmen)
- Borsa (Verdi: Rigoletto)
- Alfréd (J. Stauss: A denevér)
- Rosion (Lehár: A víg özvegy)
- Leonetto (Suppé: Boccaccio)

### Oratóriumokban
- Evangélista (J. S. Bach: Máté passió)
- Evangélista (J. S. Bach: János passió)
- Evangélista (J. S. Bach: Karácsonyi oratórium)
- Händel: Messiás
- Haydn: Az évszakok
- Mozart: Requiem
- Kodály: Missa brevis
- Stravinsky: Menyegző